# SG Dynamo 1950 Schönberg
Die SG Dynamo 1950 Schönberg war eine deutsche Polizeisportgemeinschaft aus Schönberg (Mecklenburg), deren Fußballabteilung zwischen 1950 und 1962 existierte.

## Sportlicher Werdegang
Die SG Dynamo Schönberg wurde im Jahr 1950 gegründet und etablierte sich recht schnell im höherklassigen Fußball des Bezirkes Rostock. Bereits 1954 stieg Dynamo gemeinsam mit Lokomotive Stralsund in die damals drittklassige Bezirksliga Rostock auf, welche bis 1962 mit überwiegend gesicherten Mittelfeldplätzen gehalten wurde.
Die beste Platzierung gelang Dynamo in der Spielzeit 1958, in der die Schönberger nur knapp hinter Motor Neptun Rostock am möglichen Aufstieg zur II. DDR-Liga scheiterten. Größter Erfolg der Mecklenburger war der 1957 erreichte Einzug in die erste Hauptrunde des FDGB-Pokals. In den beiden Qualifikationsrunden setzte sich Schönberg gegen Traktor Thurow und Traktor Plate durch, unterlag aber im Anschluss dem klar favorisierten DDR-Oberligisten Lok Stendal mit 2:3 nach Verlängerung. In der Folgezeit scheiterte Dynamo im Meisterschaftsrennen an Motor Wolgast und Vorwärts Rostock.
Für die Saison 1961/62 wurde Dynamo Schönberg zwar noch einmal für die Bezirksliga gemeldet, die übergeordnete Sportvereinigung Dynamo zog die Mannschaft aber aus der nun zweigeteilten Spielklasse vom Spielbetrieb zurück. Die Fußballabteilung fusionierte letztlich mit Lokalrivale Traktor Schönberg zur TSG Schönberg.

## Statistik
- Teilnahme FDGB-Pokal 1957

## Personen
- Klaus-Dieter Seehaus